# 新鮮な死体
「新鮮な死体」（原題:Fresh Bones）は『X-ファイル』のシーズン2第15話で、1995年2月3日にFOXが初めて放送した。

## スタッフ
- 監督：ロブ・ボウマン
- 脚本：ハワード・ゴードン

## キャスト

### レギュラー
- デイヴィッド・ドゥカヴニー - フォックス・モルダー特別捜査官
- ジリアン・アンダーソン - ダナ・スカリー特別捜査官

### ゲスト
- スティーヴン・ウィリアムズ - ミスターX
- ブルース・ヤング - ピエール・ボーヴェ
- ダニエル・ベンザリ - ウォートン大佐
- ジャミル・ウォーカー・スミス - チェスター・ボナパルト
- マット・ヒル - ハリー・ダナム
- カラム・キース・レニー - 整備員
- ケヴィン・コンウェイ - ジャック・マカルピン
- カティア・ガードナー - ロビン・マカルピン

## ストーリー
ノースカロライナ州フォークストーンにて、ハイチからの難民を収容する施設で警備をしていた海軍兵士ジャック・マカルピンは、意識が朦朧とした状態で車を運転し、ブードゥー教のシンボルが描かれた木に衝突して死亡する。その任に当たっていた海軍の兵士が自殺したのは彼で2例目だった。
モルダーとスカリーは2人の死を調査するために施設を訪れる。モルダーはチェスター・ボナパルトという少年からお守りを売りつけられる。施設の警備責任者であるウォートン大佐に挨拶した後、2人は収監されている難民のピエール・ボーヴェとジャックの同僚ハリー・ダナムに話を聞く。その後、スカリーはジャックの遺体を解剖しようとしたが、遺体があるはずの場所には犬の死体があった。
自動車を運転していたモルダーは、わけもわからぬまま道路を歩くジャックを発見する。検査の結果、ジャックの血中からハイチで死者蘇生の儀式に使用される毒薬・テトロドトキシンが検出される。最初に死んだ兵士も蘇ったはずだと考えたモルダーは、スカリーを連れて地元の墓地へと向かったが、墓は何者かの手で暴かれていた。その後、モルダーはダナムから「ウォートン大佐がボーヴェを間接的に痛めつけるために、難民たちを虐待している」と知らされる。モルダーの詰問に対し、大佐は事実無根だと主張するが、程なくしてボーヴェが何者かに殴り殺される。
スカリーは自動車にあった小枝で手を刺してしまった。スカリーは気が付かなかったが、彼女が運転する自動車の底面にはブードゥー教のシンボルが描かれていた。その頃、モルダーはミスターXと会い「もうすぐ君とスカリー君はワシントンD.C.に呼び戻され、難民キャンプには厳戒態勢が敷かれることになるだろう」と告げられる。モルダーは「ハイチで部下が次々と自殺した経験を持つウォートン大佐は、その怒りを難民たちにぶつけて虐待している」と考えていた。ダナムの家を訪れたスカリーは、彼がバスタブの中で死んでいるのを見つけた。その近くにはジャックのナイフがあった。ジャックは記憶を取り戻せずにいたが、「ウォートン大佐の命令で難民たちを殺した」と2人に告げた。2人は大佐に真偽を問いただそうとしたが、大佐に施設から追い出されてしまう。
ジャックの妻、ロビンの下を訪れたモルダーとスカリーは、彼女からハイチでウォートン大佐とボーヴェが一緒に写っている写真を見せられる。2人は施設に向かうが大佐の姿はなく、彼のオフィスにジャックとダナムが大佐の虐待に抗議した文書を見つける。墓地に向かった2人は、大佐がボーヴェの墓でブードゥー教の儀式を執り行っているのを目撃した。大佐はモルダーに向かって「儀式を邪魔すれば、お前を呪ってやる」と言い放った。スカリーは呪術で殺されそうになったが、チェスターのお守りのお陰で難を逃れることができた。そこへ死んだはずのボーヴェが姿を現わし、大佐の顔に何かの粉末をふりかけて死に至らせる。翌日、2人は別れを告げるためにジャックに会いに行った。お守りの話を聞いたジャックは驚愕し、チェスターが6週間前の暴動で亡くなったはずだと話す。
その頃、墓地では大佐の遺体を埋葬する作業が行われていた。大佐は「ここから出してくれ」と棺の中で叫んでいたが、彼の声は作業員の耳には届いていないようであった。

## 製作
ハワード・ゴードンはハイチで軍人が自殺した事件に関する記事に触発されて、本作の脚本を書き上げたのだという。しかし、ハイチでのロケが行えないことが判明したため、急遽、ハイチからの難民という要素がエピソードに盛り込まれた。ダニエル・ベンザリをウォートン大佐役にキャスティングするに当たって「彼は軍人に見えない」という意見も出たが、その演技の質が十分なものであったため、そのまま起用された。
本作の製作は1994年12月下旬に始まり、途中クリスマス休暇を挟み、1995年1月に全工程が終了した。男の手がスカリーを窒息させるシーンでは、手の模型にゼラチン状の物質を塗ったものが使用された。ハイチからの難民キャンプでのシーンは、バンクーバー北部にある造船所で撮影された。ラストシーンの撮影中、大雨に見舞われたため、セットに貯まった水をポンプで抜きながら撮影せざるを得なかった。

## 評価
1995年2月3日、FOXは本エピソードを初めてアメリカで放映し、1780万人の視聴者（1080万世帯）を獲得した。本エピソードはシーズン2で放送されたエピソードの中でも最高の視聴者数を記録した。
『エンターテインメント・ウィークリー』は本エピソードにB-評価を下し、「ゾッとするようなシーン（自動車が突然木にぶつかるシーンやスカリーが幻覚を見るシーン）はあったが、現代風の作品ではない」と評している。『A.V.クラブ』のトッド・ヴァンデルワーフは本エピソードにC評価を下し、「このエピソードにおける最大の問題は集中に欠けていることとペースが乱れていることである。エピソードの4分の3はノロノロ進んでいくが、終盤、物語の展開が突如として最高速度になる。そして、何だかよく分からないまま黙示録的なラストに到達する。良いものもあるのだが、「新鮮な死体」の大半は失望させられる出来である。」と批判している。
クリス・カーターは本エピソードを「シーズン2で最も素晴らしいエピソードの1つ」と述べた上で、ゴードンの脚本とボウマンの演出を称賛している。